# Rocca Albornoziana (Narni)
(Gelindo Ceroni)
La Rocca Albornoziana di Narni è una roccaforte situata nell'omonima città, nell'Umbria meridionale.
Fu costruita nel 1367 a fini difensivi per volere del cardinale Egidio Albornoz ed è posta a 332 m s.l.m. Essa domina l'abitato e la valle del fiume Nera da una posizione strategica favorevolissima. Sovrasta, da un lato, la conca Ternana, potendo agevolmente controllare le vie di accesso per Perugia, Amelia e Terni; dall'altro lato si affaccia verso SSO, dominando la via Flaminia e la strada verso Orte ed il Lazio. Questo ne ha fatto, storicamente, la sentinella alla porta sud dell'Umbria.
Costruita secondo ben precisi schemi difensivi, protetta da una robusta cinta muraria e circondata da un fossato, sopportò non pochi assalti, fra cui quello dei Lanzichenecchi di ritorno dal Sacco di Roma del 1527 coadiuvato dalle milizie ternane, che invece conquistarono e devastarono la sottostante città di Narni. Al suo comando si alternarono vari castellani e fra le sue mura furono ospitati Papi come Bonifacio IX e Niccolò V. Dopo alterne vicende e un generale decadimento è stata acquistata e restaurata dal comune di Narni e dalla Provincia di Terni che l'hanno riportata al suo antico splendore.

## Storia e descrizione

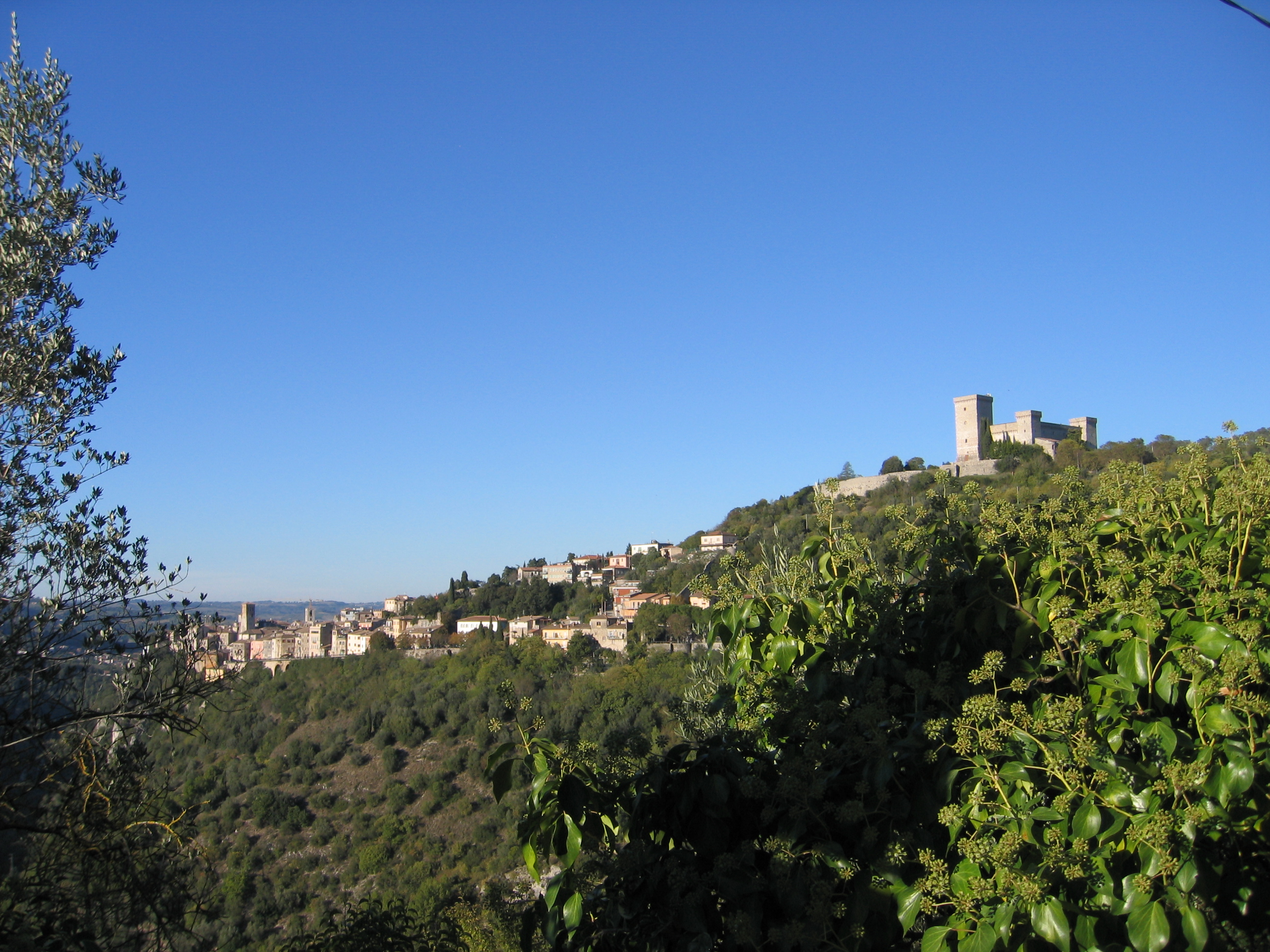
Veduta della Rocca a dominio della città.

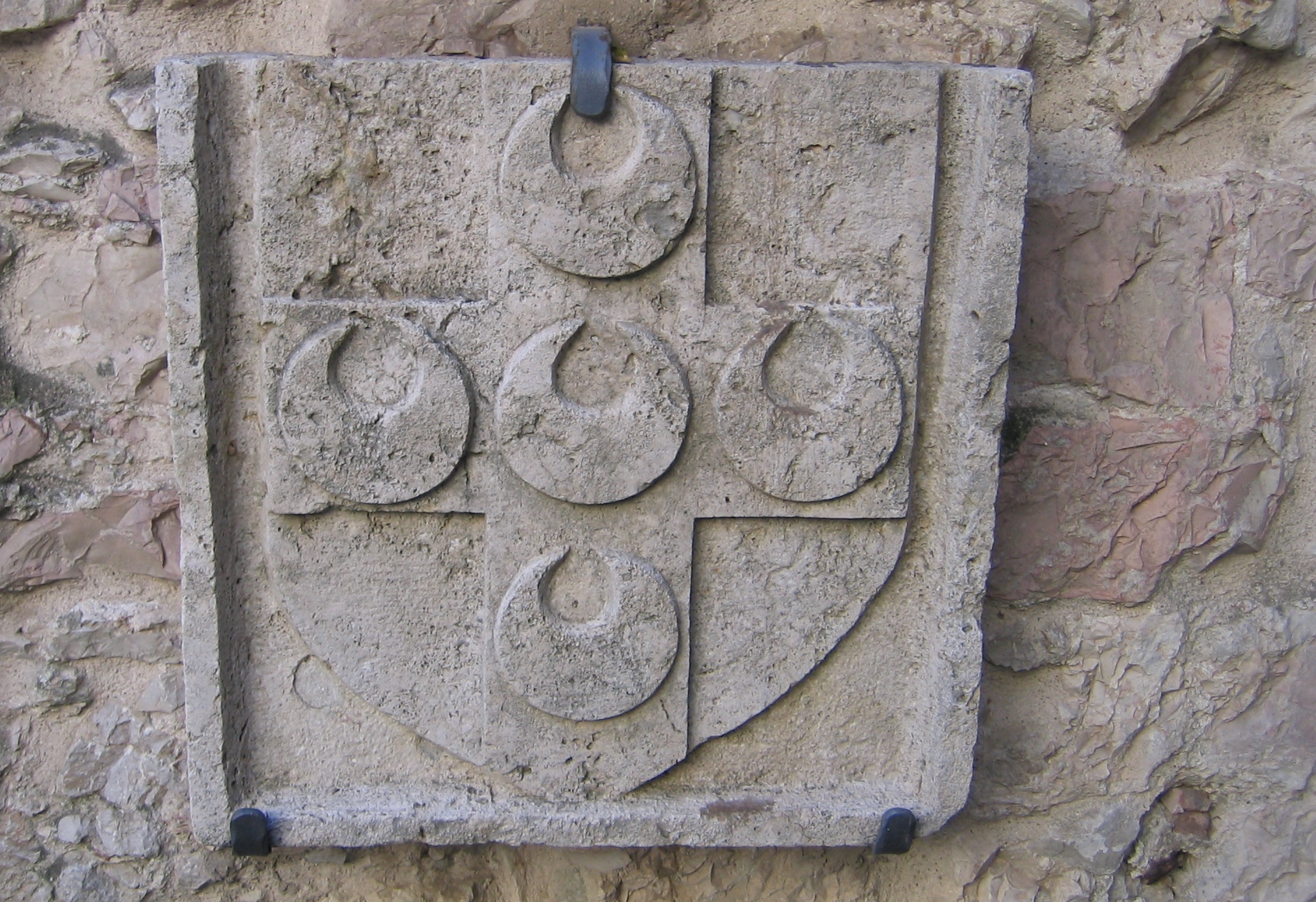
Stemma di Papa Pio II Piccolomini con le caratteristiche lune crescenti inserite in una croce.

Un precedente insediamento militare era stato edificato, nella stessa zona, da Federico Barbarossa. Successivamente vi trovò posto un convento di Clarisse e sui resti di quello, nel 1367, venne edificata la Rocca di Narni.
A volerla fu il cardinale Egidio Albornoz il cui sistema di rocche, nell'Italia centrale del XIV secolo, costituì la spina dorsale del rinnovato dominio papale su quei territori dopo l'esilio Avignonese. Nel 1378 vennero ultimati i lavori e per l'inaugurazione intervenne il cardinale Philippe d'Alençon.
Nel 1395 fu conquistata da Pandolfo Malatesta, ma nel 1396 tornò sotto l'influenza pontificia, venendo ceduta in giurisdizione ad Andrea Tomacelli, fratello di Bonifacio IX.
Nel 1417, in seguito alla campagna di conquista dell'Umbria, Braccio Fortebraccio si impadronì di Narni e della Rocca.
Passò poi sotto il controllo del pontefice Martino V e della sua famiglia (i Colonna) e dei papi che seguirono, come Eugenio IV e Niccolò V.
Nel 1527, di ritorno dal Sacco di Roma,  ventimila soldati, tra Spagnoli, Lanzichenecchi tedeschi e milizie ternane mossero contro Narni. Dopo una prima vittoria da parte dei Narnesi, Lanzichenecchi e ternani espugnarono le mura della città e la devastarono. La Rocca Albornoziana subì ingenti danni, ma resistette.
Tra le personalità che nei secoli sono state ospitate alla Rocca, o che esercitarono la funzione di castellano, si possono citare l'arcivescovo e astronomo Alessandro Piccolomini e il cardinale Durante Duranti. Il conte Francesco Cenci vi fu rinchiuso in carcere.
Nel 1798 fu presa da un esercito di 14000 Francesi guidati dal generale Berthier. Nel 1860 il generale della brigata Umbria, Luigi Masi, la conquistò senza colpo ferire e la Rocca passò al Regno d'Italia. Agli inizi del ‘900 fu acquistata da un principe Russo che la tenne fino al 1972. Attualmente è patrimonio comunale.

## Descrizione

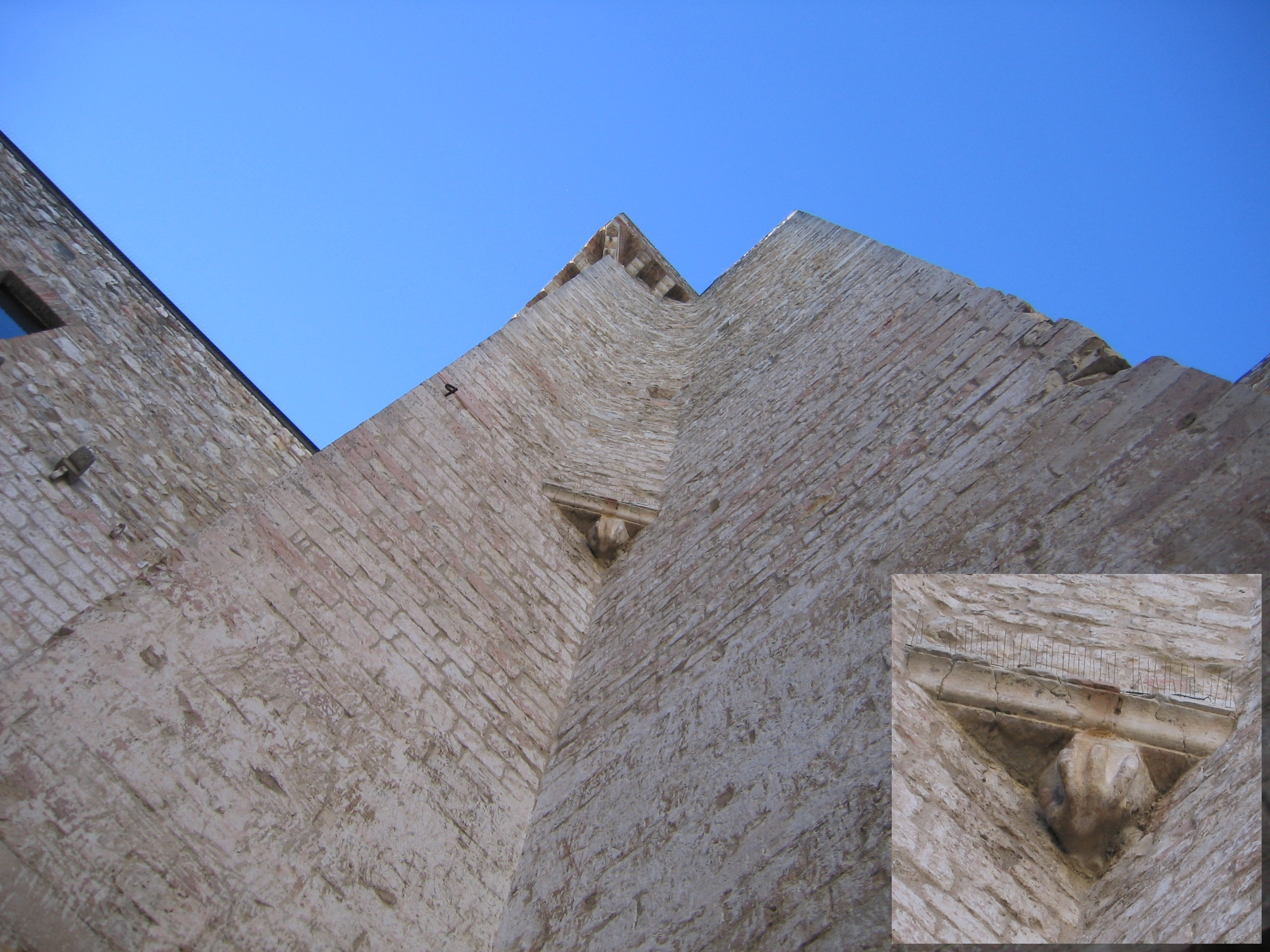
Particolare decorativo. Congiunzione della Torre Maschio con la torre Femmina: mensola a forma di mano che sorregge una travatura. Ingrandimento nel riquadro.

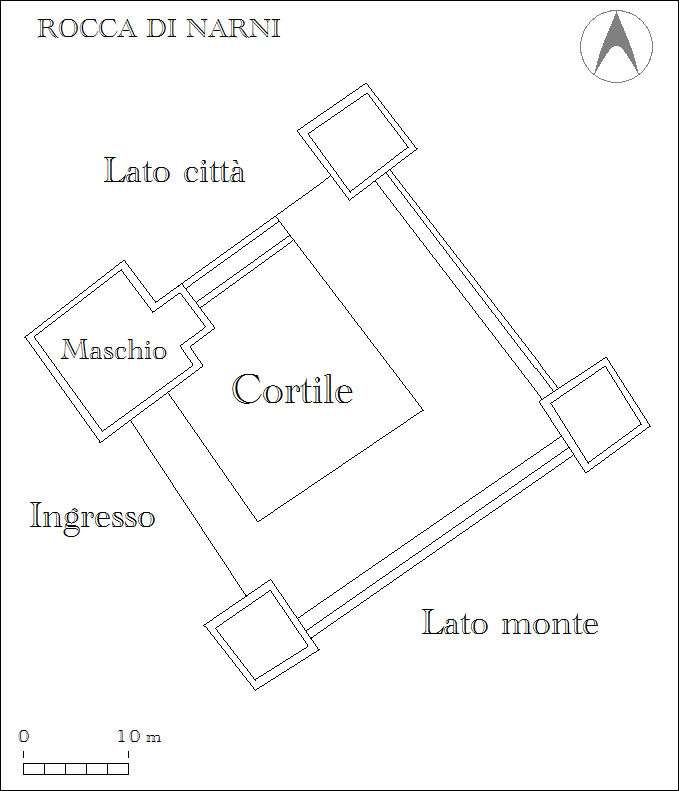
Schema della Rocca di Narni

La costruzione della Rocca viene attribuita all'eugubino Matteo Gattaponi, architetto militare di fiducia dell'Albornoz e già progettista della Rocca di Spoleto. Si ipotizza che al progetto partecipò anche Ugolino di Montemarte, condottiero e ingegnere militare.
La fortezza ha forma quadrangolare con quattro torri poste agli angoli ed avanzate rispetto alla parete esterna, in modo da consentire, utilizzando feritoie apposite, la difesa del muro nel tratto compreso tra due torri. La più alta e possente di esse, il Maschio, è l'unica visibile dal cortile interno ed è formata dall'unione di due diverse strutture (torre Maschio e torre femmina).
I lati del castello misurano 60 Braccia (approssimativamente 36 metri) mentre il Maschio presenta lati di 20 Braccia (circa 12 metri). Nel 1484 papa Sisto IV ordinò un nuovo intervento di fortificazione ultimato da Innocenzo VIII: Il castello venne collegato con un avamposto costruito nel borgo delle Arvolte, situato presso l'ospedale, e costituito da cinque torrioni rotondi. Questo elemento era collegato direttamente per via sotterranea con la Rocca che, si dice, fosse unita con lo stesso sistema anche con Piazza dei Priori, la piazza centrale di Narni.
Il luogo individuato per la costruzione, il colle soprastante, fu oculatamente scelto per dare la sensazione di controllo e dominio sulla città, ma, allo stesso tempo, la proteggeva da possibili tiri d’infilata dall’unico lato non protetto naturalmente, quello a monte. Una doppia cinta muraria e un fossato completavano la dotazione difensiva della roccaforte. Anticamente la torre del Maschio era completamente isolata dal resto della Rocca e l’accesso avveniva solo tramite un ponte levatoio: finché non veniva conquistato il maschio non era detta l’ultima parola nella battaglia. Era l’ultimo baluardo difensivo della Rocca ed aveva anche una propria riserva d’acqua posta al di sotto della terrazza, da utilizzare in caso di emergenza. Le scale interne sono caratteristicamente strettissime, in modo da consentire l’avanzata di un solo nemico per volta, in fila indiana.

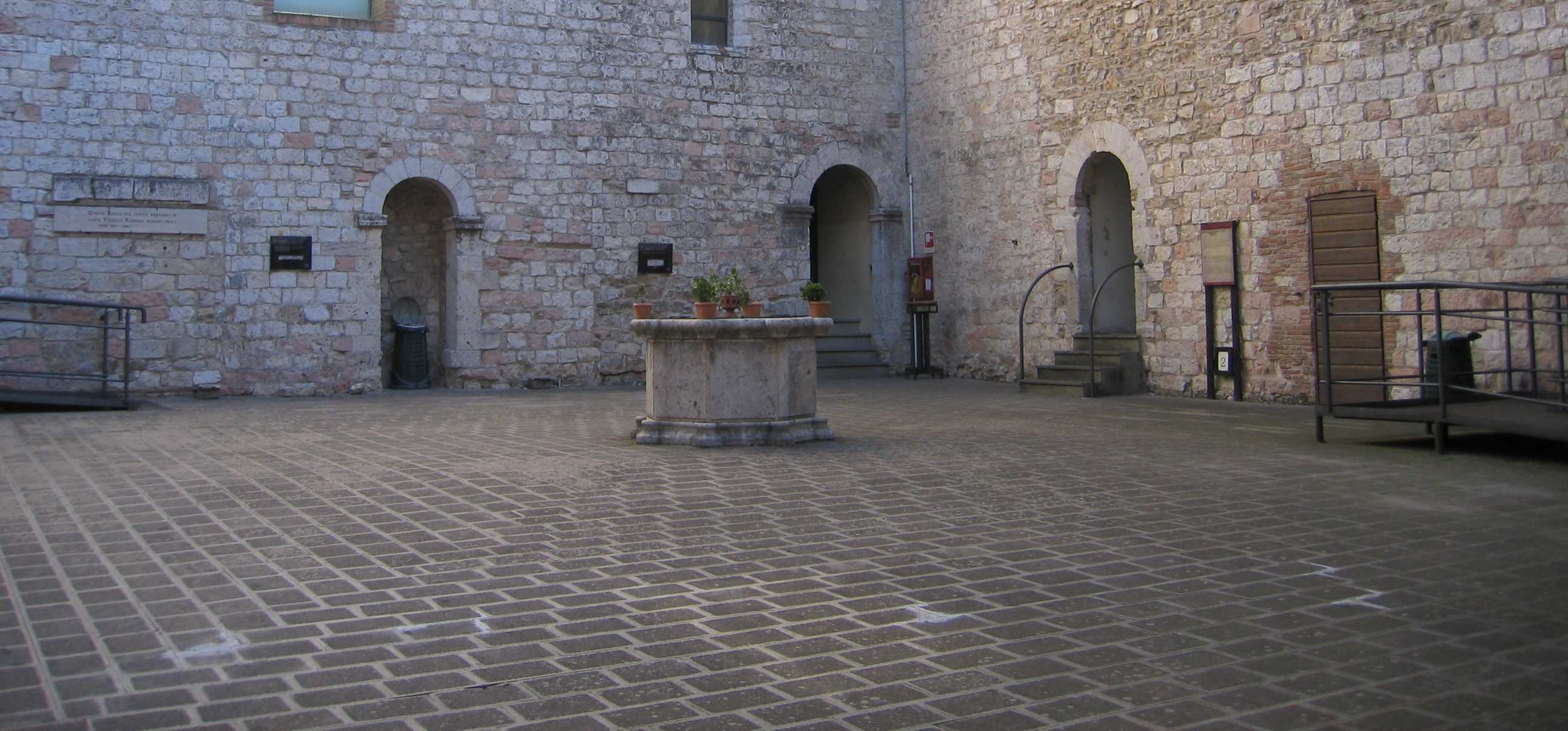
Cortile interno.

Pur essendo un castello militare la Rocca ebbe ospiti illustri come cardinali, papi, imperatori. Molti degli interventi successivi, che ne modificarono l’originario aspetto austero, furono voluti da illustri mecenati nel Rinascimento: l’interessamento dei papi Niccolò V, Pio II, Leone X e Paolo III testimonia come la fortezza rimase sempre un punto di riferimento di notevole importanza. Il cortile interno con la presenza di due eleganti porticati goticheggianti vanno ricondotti alle preferenze del cardinale d'Alençon che succedette all’Albornoz, il quale, invece, perseguiva, uno stile funzionale. La Rocca di Narni rappresenta un’opera concepita da validi architetti che assicurarono continuità ai progetti albornoziani. In essa furono affrontati con equilibrio i rapporti tra dimensioni e funzionalità e fra esigenze militari e di rappresentanza.

## Curiosità
- Nel 1555 sul Maschio fu posta una colubrina di straordinaria lunghezza chiamata "La Scarmigliata" per via del fatto che era ornata, sul fusto, dello stemma del Comune (Grifo in rilievo con crini svolazzanti e scomposti)[5][6]
- La torre nord, rivolta alla città insieme al Maschio, è detta di San Bernardo, quella a sud di San Jacopo e quella ad est di San Filippo[7]

## Galleria d'immagini

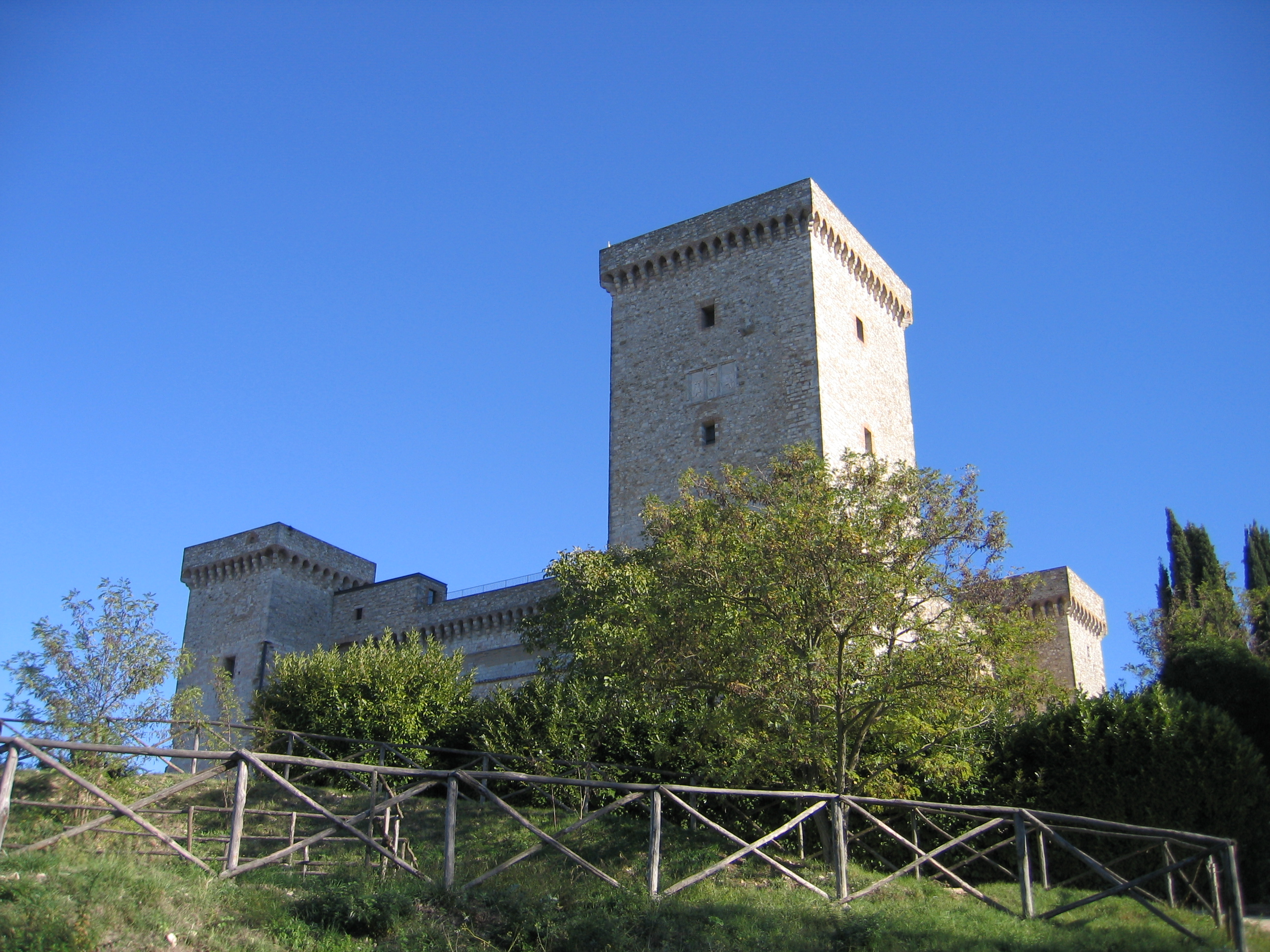
La Rocca di Narni vista da ovest
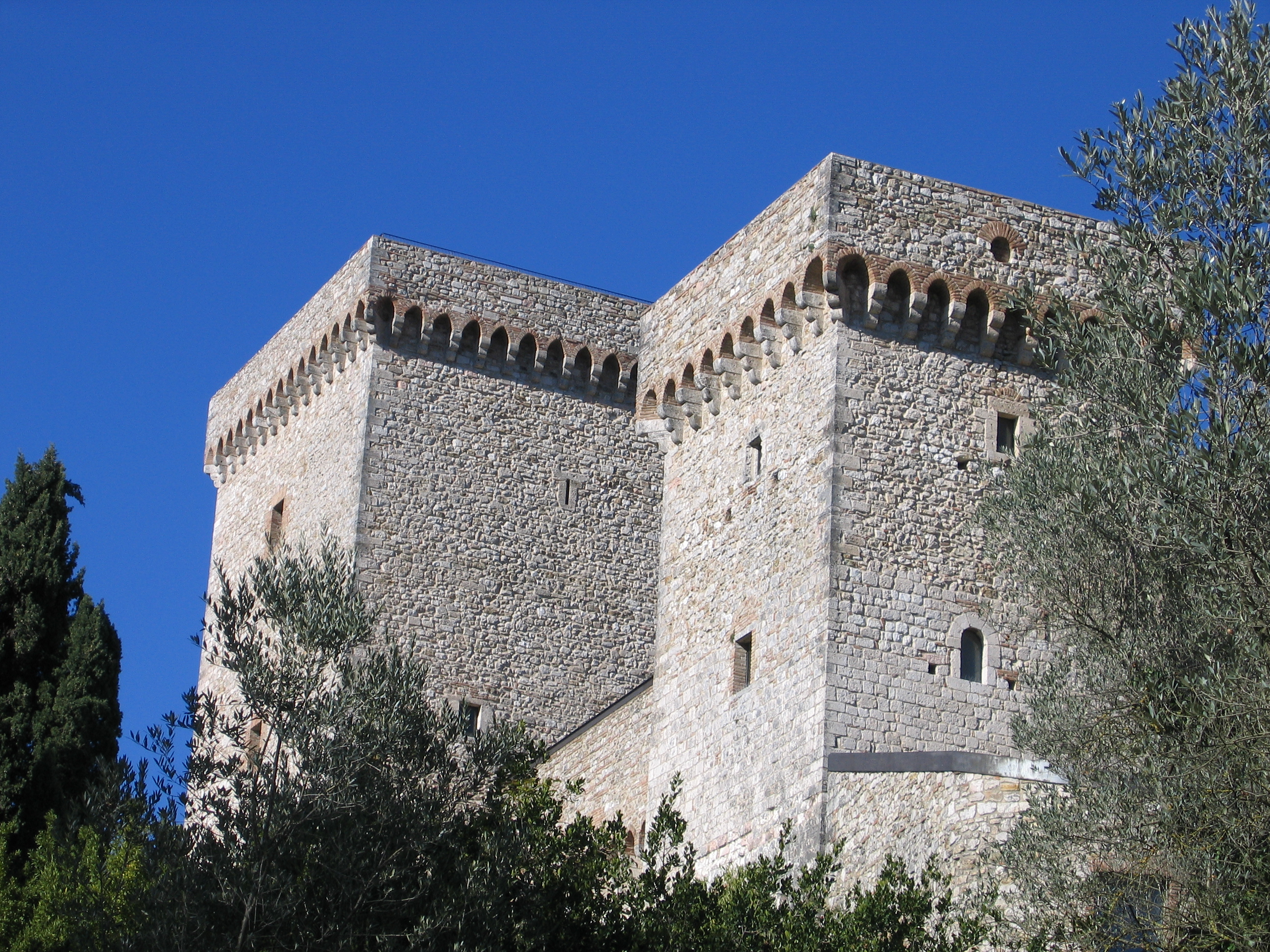
Vista da sud: Mastio e torre di San Jacopo
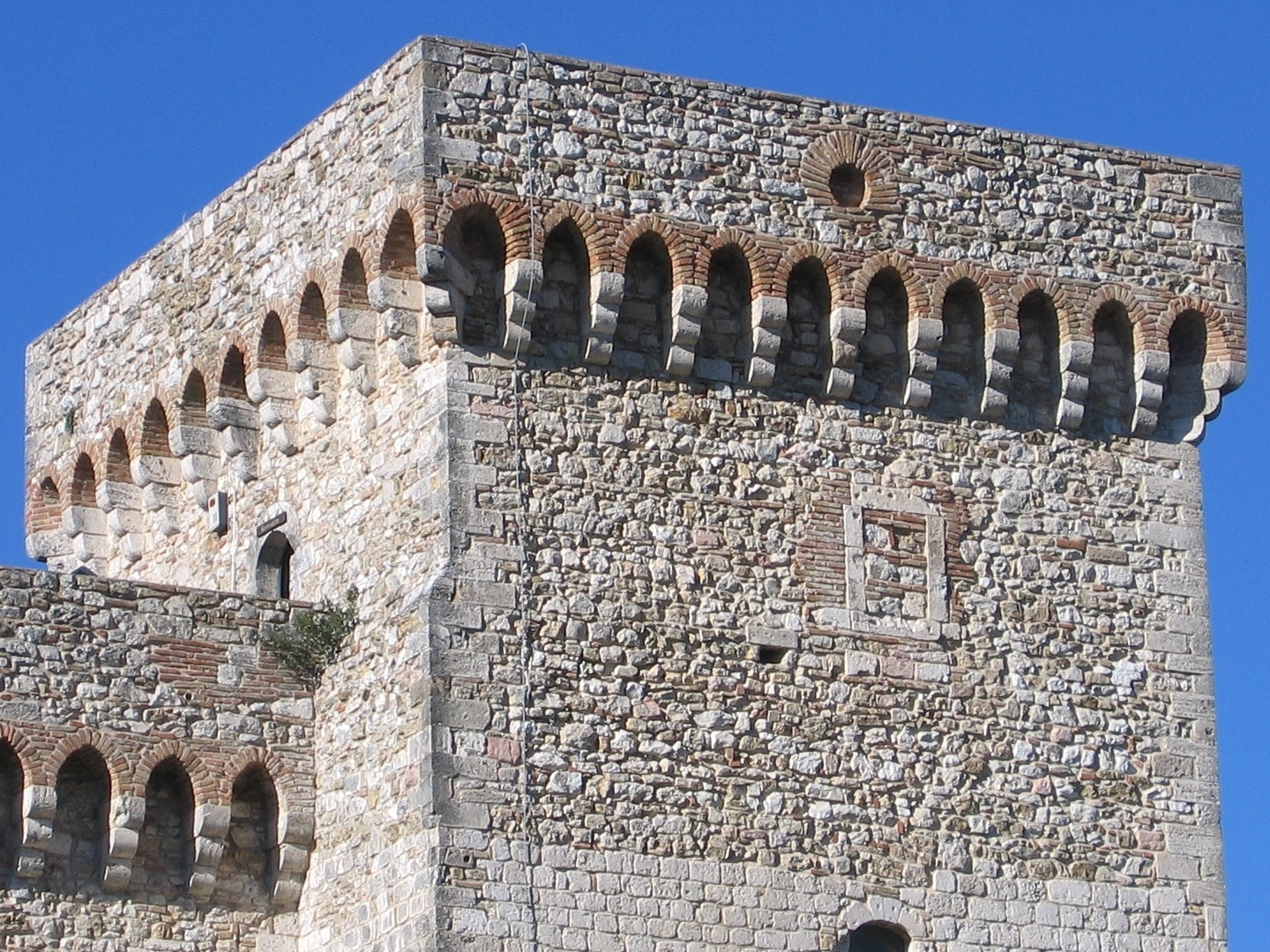
Torre est (di San Filippo)
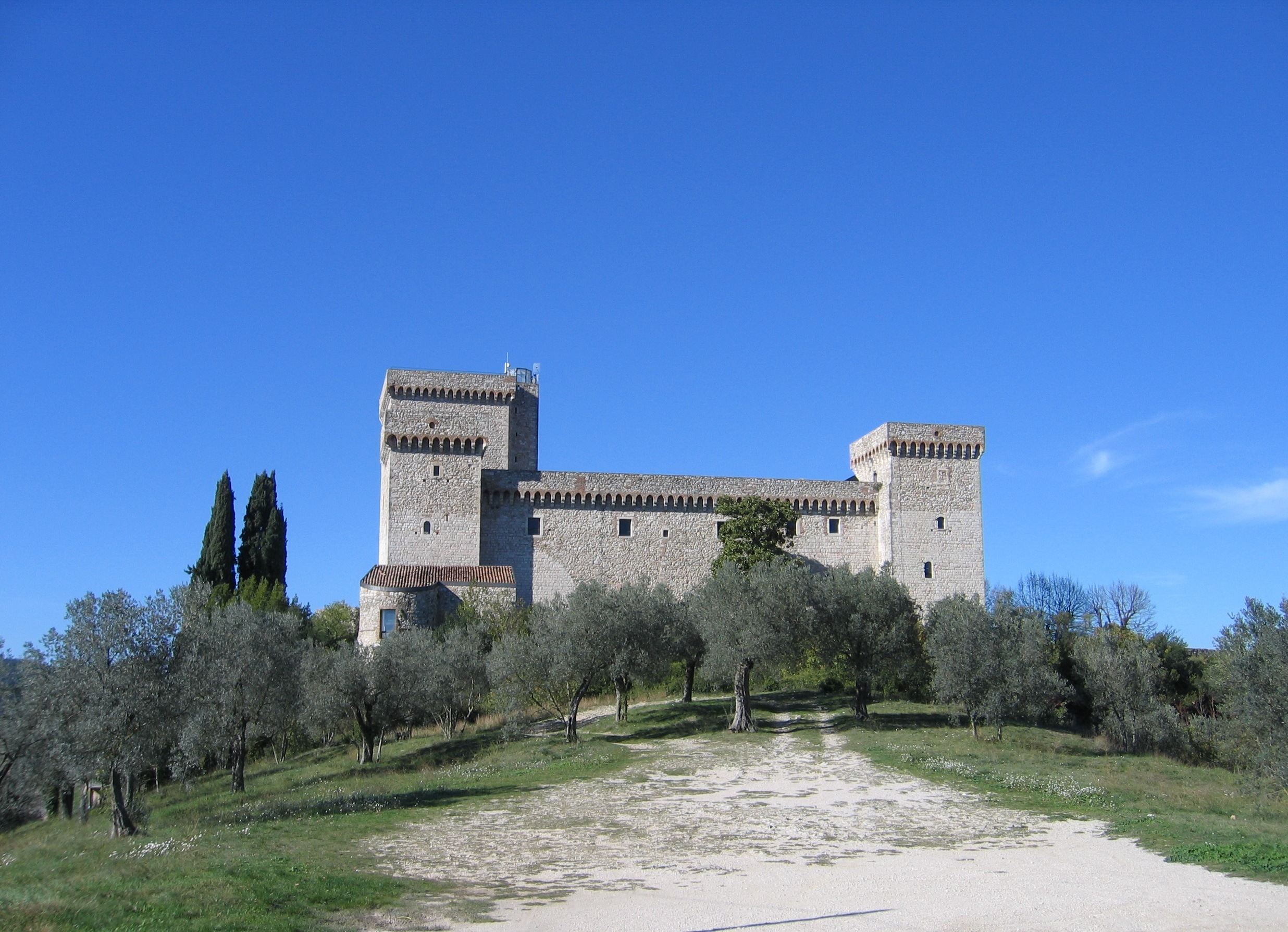
Vista lato sud-est (lato monte)
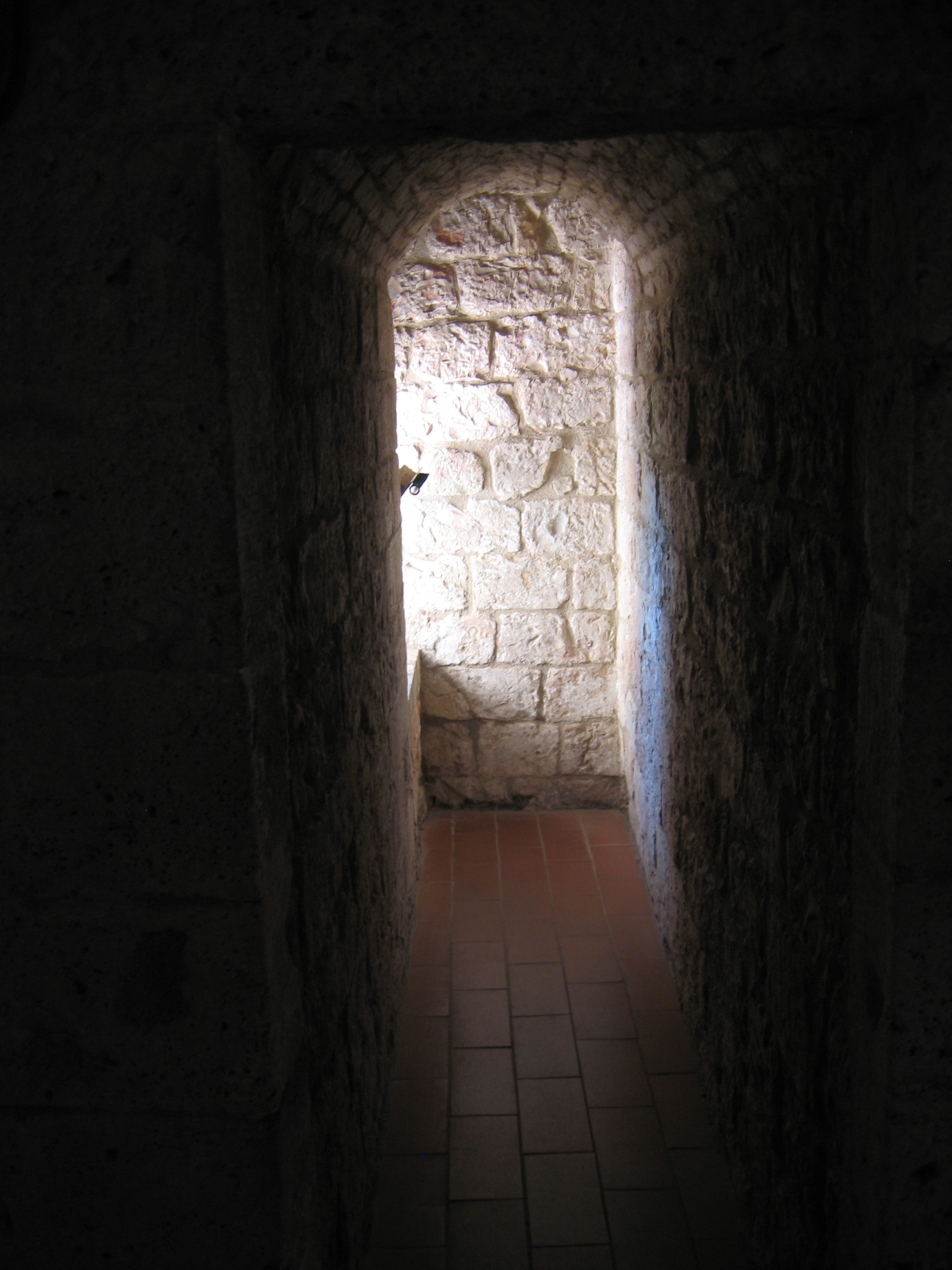
Vano interno alla Torre Maschio
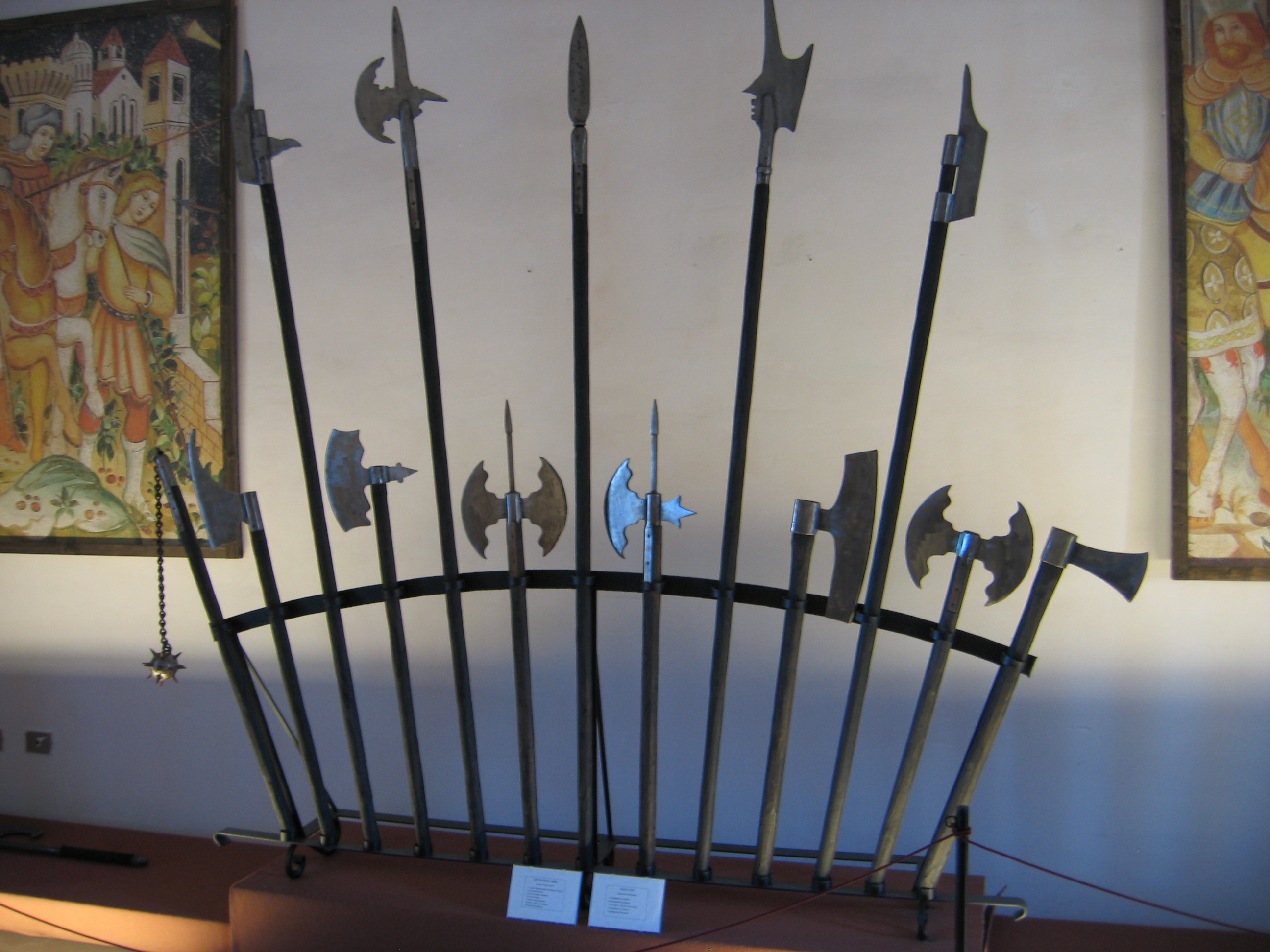
Sala delle Armi
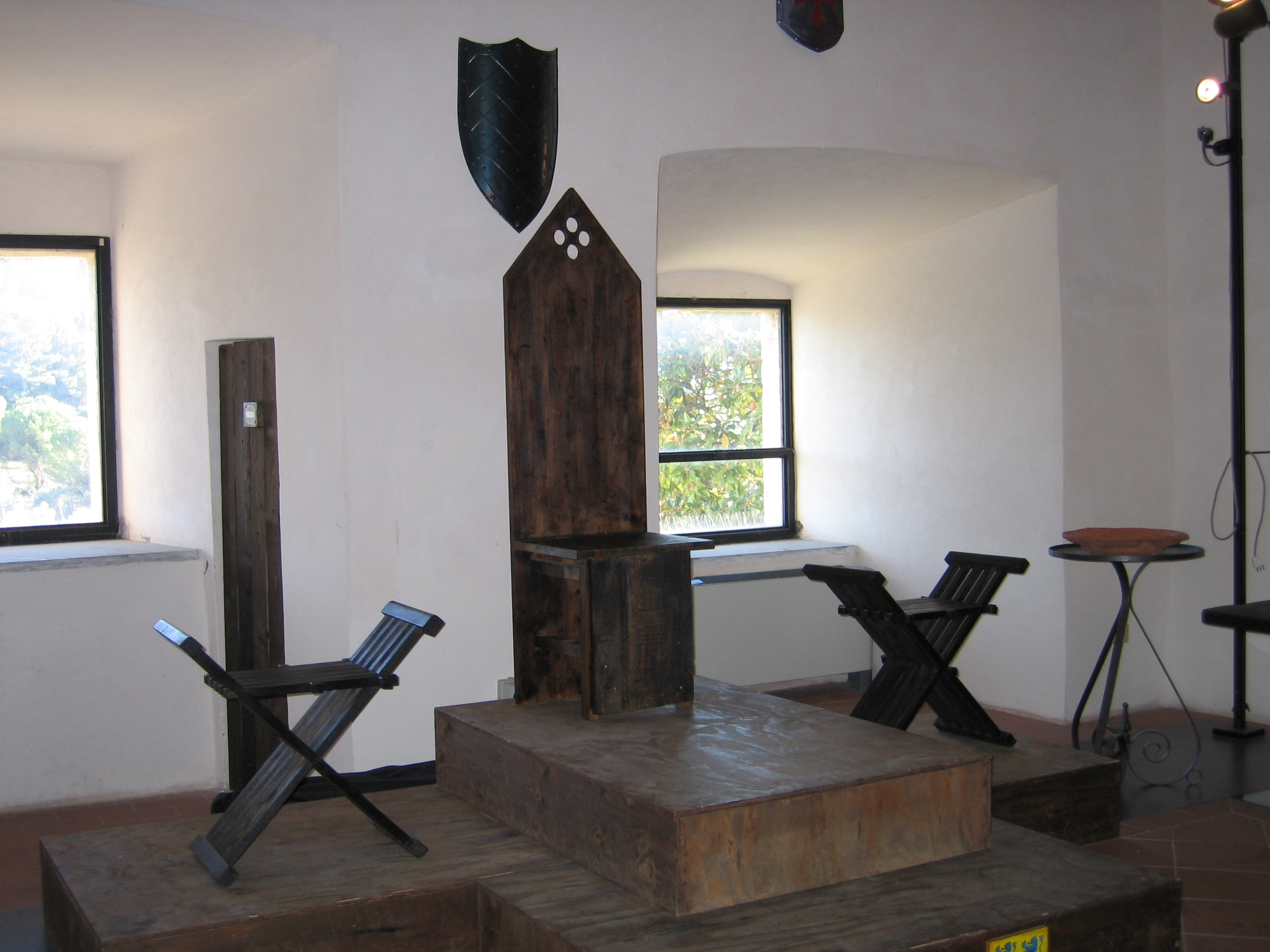
Sala delle Udienze
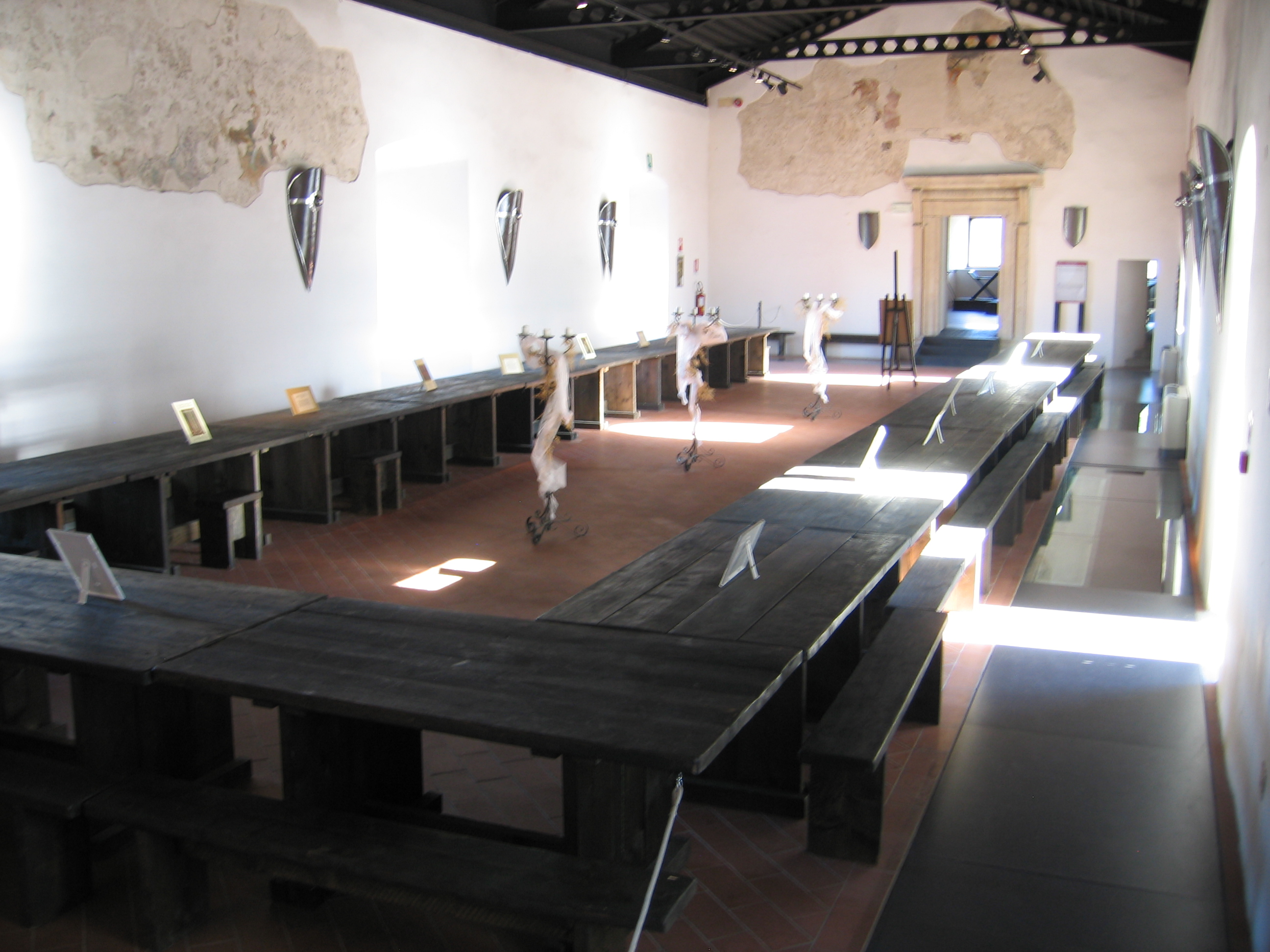
Salone degli Onori
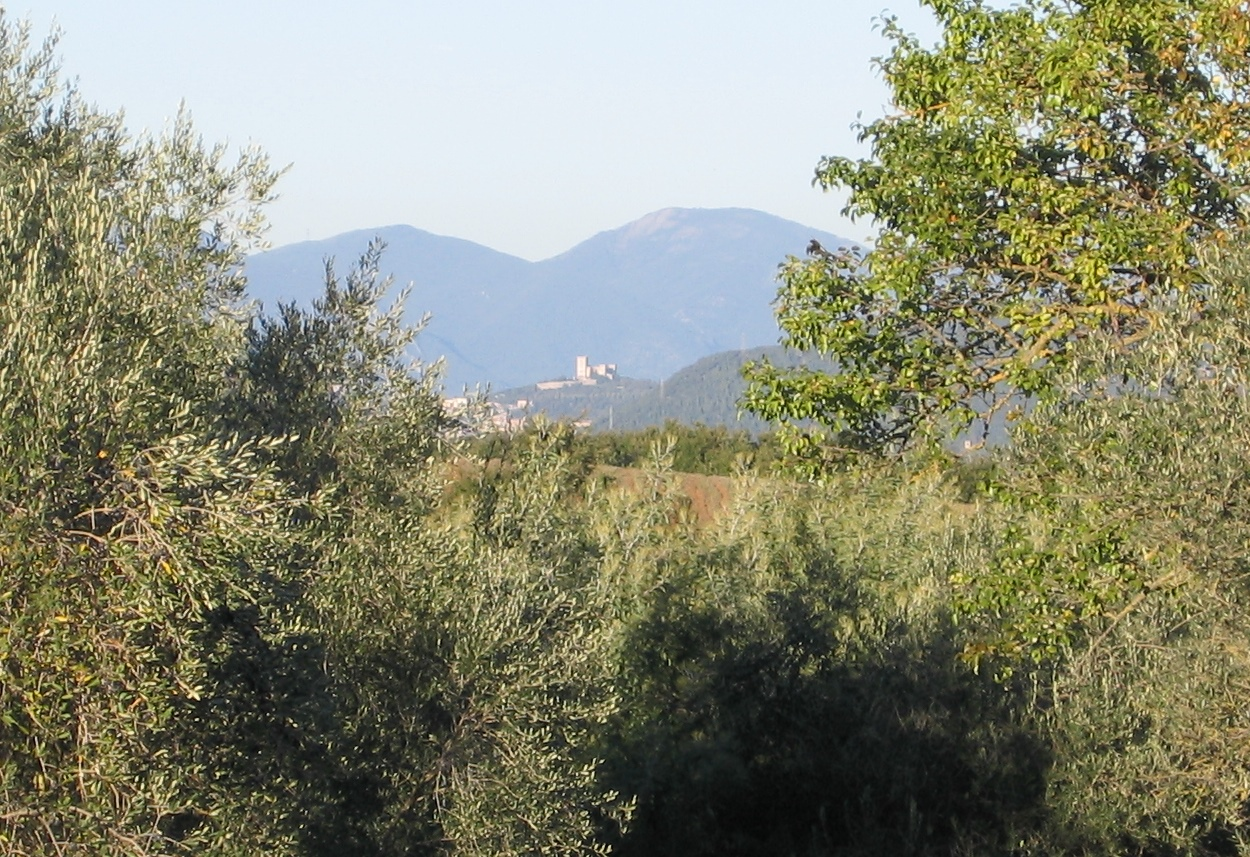
Visuale da 10 km di distanza guardando da SO verso NE